# Низ
У математици, низ је уређена листа објеката (или догађаја). Као и скуп, низ садржи чланове (или елементе), а њихов број (који може да буде бесконачан) се назива дужином низа. За разлику од скупа, редослед чланова низа је битан, а исти елемент може да се појављује више пута на различитим позицијама у низу.
На пример, (Д, В, Х) је низ слова који се разликује од низа (Х, В, Д), јер се гледа уређење. Низови могу да буду коначни, као у овом примеру, или бесконачни, као што је низ свих парних позитивних целих бројева (2, 4, 6, ...).

## Примери и нотација
Низ се може посматрати као листа елемената са одређеним редоследом. Низови су корисни у бројним математичким дисциплинама за проучавање функција, простора и других математичких структура користећи својства конвергенције низова. Конкретно, низови су основа за редове, који су важни у диференцијалним једначинама и анализи.
 Низови су такође интересантни сами по себи и могу се проучавати као обрасци или загонетке, као што је проучавање простих бројева.
Низ може да се означи као . Ради краћег записа, користи се и нотација .
Формалнија дефиниција коначног низа чији су чланови у скупу S је функција из {1, 2, ..., n} у S за неко n ≥ 0. Бесконачан низ чланова скупа S је функција из {1, 2, ...} (скупа природних бројева без 0) у S.
Индекси низова могу да почињу и од 0, па је тада први елемент низа .
низ фиксне дужине, n се такође назива и n-торком. Коначни низови укључују и празан низ, који нема елемената.
Функција из скупа свих целих бројева у неки скуп се понекад назива и би-бесконачним низом, јер може да се посматра као низ индексиран негативним бројевима на који је налепљен низ индексиран позитивним бројевима.

## Типови и својства низова
Подниз датог низа је низ формиран од датог низа брисањем неких елемената без промене релативних положаја преосталих елемената.
Ако су чланови низа подскуп неког уређеног скупа, онда је монотоно растући низ онај низ код кога је сваки члан већи или једнак од претходног; ако је сваки члан строго већи од претходног, онда се ради о строго монотоно растућем низу. Монотоно опадајући низ је дефинисан на сличан начин. Сваки низ који испуњава својство монотоности се назива монотоним. Ово је специјални случај општијег појма монотоне функције.
Изрази неопадајући и нерастући се користе како би се избегла забуна са строго неопадајућим и строго нерастућим низовима.
Ако су чланови низа цели бројеви, онда је низ целобројни низ. Ако су чланови низа полиноми, онда се ради о полиномијалном низу.
Ако S поседује топологију, онда је могуће да се разматра конвергенција бесконачних низова у S. Таква разматрања укључују концепт лимеса низа.

## Низови у анализи
У анализи, када се говори о низовима, обично се подразумевају низови облика
{\displaystyle (x_{1},x_{2},x_{3},\dots )\,} или {\displaystyle (x_{0},x_{1},x_{2},\dots )\,}
што значи, бесконачни низови, индексирани природним бројевима.
Може да буде згодно да индекс низа не почиње од 1 или 0. На пример, низ дефинисан као  би био дефинисан само за n ≥ 2.
Када се говори о таквим бесконачним низовима, обично је довољно (и не мења много њихово проучавање) претпоставити да су чланови низа дефинисани за све довољно велике, то јест, веће од неког датог N.)
Већина елементарних типова низова су нумеричког типа, то јест низови реалних или комплексних бројева.
Овај тип може да се уопшти у низове елемената неког векторског простора. У анализи, проучавани векторски простори су често простори функција. Још општије, могу да се проучавају низови чији елементи су из неког тополошког простора.

## Редови
Збир чланова низа је ред. Прецизније, ако је  низ, могу да се посматрају парцијалне суме  где је 
{\displaystyle S_{n}=x_{1}+x_{2}+\dots +x_{n}=\sum \limits _{i=1}^{n}x_{i}.}
Формално, овај пар низова чини ред са елементима , ..., што се означава као 
{\displaystyle \sum \limits _{i=1}^{\infty }x_{i}.}
ако је низ парцијалних сума конвергентан, такође се користи нотација бесконачне суме за његов лимес. За детаљније објашњење видети чланак ред.

## Бесконачни низови у теоријском рачунарству
Бесконачни низови цифара или карактера из коначне азбуке су од посебног значаја у теоријском рачунарству. Често се називају једноставно низовима (уместо коначних ниски). Бесконачни бинарни низови, на пример, су бесконачни низови битова (карактера из азбуке {0, 1}). Скуп C = {0, 1}∞ свих бесконачних бинарних низова се понекад назива Канторовим простором.
Бесконачан бинарни низ може да се представи формалним језиком (скупом ниски) постављањем n тог бита низа на 1 ако и само ако је  та ниска део језика. Стога, проучавање класа комплексности, које су скупови језика, може да се посматра као проучавање скупова бесконачних низова.
Бесконачан низ из азбуке {} такође може да ес представи ако реалан број у основи -b. Ова еквиваленција се често користи да се технике реалне анализе уведу у проучавање класа комплексности.

## Низови као вектори
Низови над пољем такође могу да се посматрају као вектори у векторском простору. Специфично, скуп низова из F (где је F поље) је простор функција (у ствари простор производа) функција са вредностима из F, над скупом природних бројева.
Специфично, израз простор низа се обично односи на линеарни потпростор скупа свих могућих бесконачних низова са елементима из {\displaystyle \mathbb {C} }.

## Двострано-бесконачни низови
Обично израз бесконачан низ подразумева низ који је бесконачан у једном смеру - има први елемент али нема последњи елемент (једнострано-бесконачни низ). Двострано-бесконачни низ је бесконачан у оба смера - нема ни први ни последњи елемент. Једнострано-бесконачни низови су функције из скупа природних бројева у неки скуп, док су двострано-бесконачни низови функције из скупа целих бројева у неки скуп.

## Низови и аутомати
Аутомати или машине коначних стања се обично посматрају као уређени графови чије су гране обележене неком специфичном азбуком Σ. Већина уобичајених типова аутомата прелазе из једног у друго стање читањем улазних слова из азбуке Σ, и пратећи гране са одговарајућим натписима; уређени улаз за такав аутомат формира низ који се назива реч (или улазна реч). Низ стања кроз која аутомат пролази док процесира реч се назива пролазом. Недетерминистички аутомат може да има неозначене излазне гране или да има више излазних грана са истом ознаком, што даје више од једног стања за нека улазна слова. Ово се углавном посматра као прављење више могућих пролаза за дату реч, од којих сваки представља низ појединачних стања, а не као прављење једног пролаза који има низ скупа стања; међутим израз пролаз се некад користи и у овом другом значењу.

### Типови низова
- Кошијев низ
- Фарејев низ
- Фибоначијев низ
- Аритметичка прогресија
- Геометријска прогресија

### Повезани концепти
- Листа (рачунарство)
- Рекурзија (рачунарство)
- Торка
- Низ (структура података)

### Операције на низовима
- Лимес низа
- Кошијев производ